# Dzień w Middleton
Dzień w Middleton (ang. At Middleton) – amerykański film romantyczny z 2013 roku w reżyserii Adama Rodgersa. Wyprodukowany przez Anchor Bay Films.
Premiera filmu miała miejsce 17 maja 2013 roku podczas Międzynarodowego Festiwalu Filmowego w Seattle.

## Opis fabuły
Edith (Vera Farmiga) wyrusza z córką Audrey (Taissa Farmiga) na wycieczkę szlakiem najlepszych uczelni. Na podobny pomysł wpada George (Andy Garcia), ojciec Conrada (Spencer Lofranco). Podczas zwiedzania Middleton rodzice przyszłych studentów spędzają kilka godzin, których nigdy nie zapomną.

## Obsada
Źródło: Filmweb
- Andy Garcia jako George
- Vera Farmiga jako Edith
- Tom Skerritt jako Emerson
- Taissa Farmiga jako Audrey
- Nicholas Braun jako Justin
- Peter Riegert jako Boneyard
- Mirjana Joković jako Riley
- Spencer Lofranco jako Conrad
- Daniel Knight jako profesor
- Stephen Borrello IV jako Travis
- Daniella Garcia-Lorido jako Daphne

i inni